# Pensioen- en spaarfondsenwet
De Pensioen- en spaarfondsenwet was een Nederlandse wet uit 1952, die op 1 januari 2007 werd vervangen door de Pensioenwet. De wet had tot doel de opgebouwde pensioenaanspraken voor werknemers te waarborgen.